# Pontpierre
Pontpierre là một xã trong vùng hành chính Lorraine, thuộc tỉnh Moselle, quận Boulay-Moselle, tổng Faulquemont. Tọa độ địa lý của xã là 49° 02' vĩ độ bắc, 06° 38' kinh độ đông. Pontpierre có điểm thấp nhất là 243 mét và điểm cao nhất là 345 mét. Xã có diện tích 8,48 km², dân số vào thời điểm 2004 là 793 người; mật độ dân số là 94 người/km².

## Thông tin nhân khẩu
| 1962 | 1968 | 1975 | 1982 | 1990 | 1999 |
| ---- | ---- | ---- | ---- | ---- | ---- |
| 552  | 590  | 569  | 579  | 661  | 725  |